# Rosoš (okres Mukačevo)
Rosoš (ukrajinsky Росош, maďarsky Kopár)  je osada obce Dusyno, ve svaljavské městské komunitě, v okrese Mukačevo, v Zakarpatské oblasti Ukrajiny. V roce 2025 zde žilo 2250 obyvatel.

## Historie
Ves vznikla kolem konce 16. století. Podle lidových pověstí byl prvním obyvatelem lidový mstitel Rosoška. V období mezi světovými válkami byla součástí první československé republiky.